# Lesotho aux Jeux olympiques d'été de 2008
 (mai 2023).
Si vous disposez d'ouvrages ou d'articles de référence ou si vous connaissez des sites web de qualité traitant du thème abordé ici, merci de compléter l'article en donnant les références utiles à sa vérifiabilité et en les liant à la section « Notes et références ».
Le Lesotho a participé aux Jeux olympiques d'été de 2008 à Pékin. Il s'agit de la 9e participation de l'équipe du Lesotho à des Jeux d'été. Tous les athlètes de la délégation, quatre hommes et une femme, participent aux Jeux olympiques pour la première fois. Le pays n'a remporté aucune médaille.

## Athlétisme
Aucun des quatre athlètes qualifiés par le Lesotho pour l'épreuve de marathon ne finit l'épreuve,.

### Hommes
| Athlète        | Épreuve  | Séries   | Séries | Demi-finales | Demi-finales | Finale   | Finale |
| Athlète        | Épreuve  | Résultat | Rang   | Résultat     | Rang         | Résultat | Rang   |
| -------------- | -------- | -------- | ------ | ------------ | ------------ | -------- | ------ |
| Moses Mosuhli  | Marathon | NC       | NC     | NC           | NC           | DNF      |        |
| Tsotang Maine  | Marathon | NC       | NC     | NC           | NC           | DNF      |        |
| Clement Lebopo | Marathon | NC       | NC     | NC           | NC           | DNF      |        |

### Femmes
| Athlète         | Épreuve  | Séries   | Séries | Demi-finales | Demi-finales | Finale   | Finale |
| Athlète         | Épreuve  | Résultat | Rang   | Résultat     | Rang         | Résultat | Rang   |
| --------------- | -------- | -------- | ------ | ------------ | ------------ | -------- | ------ |
| Mamorallo Tjoka | Marathon | NC       | NC     | NC           | NC           | DNF      |        |

## Boxe

### Hommes
| Nom                   | Catégorie      | Résultat                 |
| --------------------- | -------------- | ------------------------ |
| Emanuel Thabiso Nketu | moins de 54 kg | éliminé en 32e de finale |